# Emile Vandervelde
Emile Vandervelde (Ixelles, 25 gennaio 1866 – Bruxelles, 27 dicembre 1938) è stato un politico belga.

## Biografia
Fondatore (1885) del partito operaio belga, si schierò contro Hitler sostenendo una lotta di classe e uno spiccato internazionalismo.
Fu dapprima (1914) ministro di stato, poi ministro del vettovagliamento (1916), ministro della giustizia (1918-1922), ministro degli Esteri (1925-1927), vicepresidente (1935) e ministro della Sanità  (1936).
Massone, fu membro della Loggia Les Amis philanthropes del Grande Oriente del Belgio, a Bruxelles.

## Opere
- Les associations professionelles d'artisans et d'ouvriers en Belgique (1892)
- L'Evolution industrielle et le collectivisme (1896); English translation, Collectivism and Industrial Evolution (1901)
- Le question agraire en Belgique (1897)
- Le Socialisme en Belgique (1898), with Destreé
- L'Alcoolisme et les conditions de travail en Belgique (1899)
- Le propriété foncière en Belgique (1900)
- L'Exode rural et le retour aux champs (1903)
- Le Socialisme et l'agriculture (1906)
- Le Belgique et le Congo (1911)
- Three Aspects of The Russian Revolution (1918) from Archive.org
- Le socialisme contre l'Etat (1918)